# هانس برنت (بازیکن فوتبال)
هانس برنت (انگلیسی: Hans Berndt; ۳۰ اکتبر ۱۹۱۳ – ۹ آوریل ۱۹۸۸) بازیکن فوتبال اهل آلمان بود.
وی همچنین در تیم ملی فوتبال آلمان بازی کرده‌است.